# Porphyrinia seminivea
Porphyrinia seminivea là một loài bướm đêm trong họ Noctuidae.